# 国营乾安县鹿场
国营乾安县鹿场是位于中华人民共和国吉林省松原市乾安县县城东南70华里处的一个以种植和养鹿为主业的国营农场，属于隐字井方区域。
鹿场总面积3443公顷，其中耕地1400公顷，草原1500公顷，场区1平方公里。总人口1290人。下辖三个分场。下设机构有办公室、综治办、计生办、财务办。辖区以乾安鹿场之名列为乾安县下辖的一个类似乡级单位。

## 行政区划
下辖以下地区：
乾安鹿场虚拟生活区。